# Frank Heyman
Frank Heyman, eg. Frank Edvard Heyman, son till grosshandlaren Charles Nathan Heyman och hans tyskfödda hustru Selma Heilbut, född 27 januari 1880 i Göteborg, död 3 april 1945 i lungtuberkulos på Lidingö, Stockholm, var en svensk skulptör.
Gick mellan 1894 och 1895 på Valands konsthögskola och studerade för Georg Pauli som fritidssysselsättning (skämtteckningar var ofta resultatet). 1899 utbildade han sig till konstnär i München, och tog del av Adolf von Hildebrands teorier om skulptur och arkitektur i Das Problem der form in der bildende Kunst (1893) och fick en klassisk akademisk konstutbildning. Modelltecknandet varvades med skämtteckningar, med en och annan politisk och satirisk kommentar. Han återvände till Göteborg 1901 för militärtjänst, och ett år senare bosätter han sig på Långö, utanför Strömstad. Här kom hans liv att utformas till det livslånga målet med ett symboltempel som tänktes placeras på klipporna utanför Långö. Ett samhällsengagemang och sociala faktorer Heyman mött vid ett Englandsmöte, hans teosofiska inriktning, samt konstnärskapet blev tre viktiga punkter Heyman ville förena. Han ville visa kopplingen mellan konst och religion. Heyman betonade att hans skulpturer var religiös konst, för att påvisa sitt främlingskap främst gentemot övrig samtida svensk konst och konstnärer.
Projektet med symboltemplet fyllt med meditationsskulpturer i granit – kallat Tämplet av Heyman själv – började formas 1902 och fick sitt plötsliga avslut när Heyman dör. Tempelbyggnadens arkitektoniska utförande kan inordnas i en ”egyptiskt och assyriskt”-inspirerande stil vid sidan av det tyska monumentalbyggandet.
Alla huvudgestalter till skulpturerna och templet utarbetades under 1902–1908 som han kallade: Samvetets röst; Frid; Ljuset; Anden; Materien; Livsträdets rot (barnet), samt ett antal statyetter.
Vid flera tillfällen såg Heyman möjlighet att få det finansiella stöd som behövdes men fick aldrig detta: 1908 besökte Rudolf Steiner Heyman i ateljén som sedan propagerade för idén vid den stora Teosofiska kongressen i Budapest 1909. 1911–12 reste Heyman till USA för att i teosofiska kretsar söka stöd. 1914 reste han till Indien och teosofernas huvudkvarter för samma sak. 1926–1929 uppehöll sig Heyman i Brittiska Palestinamandatet i försök att påverka den sionistiska rörelsen för stöd. Även den indiske gurun Krishnamurti kontaktades men avvisade med lågt intresse.
Misslyckandena fick Heyman att ge upp planen om sitt tempel, men fortsatte livet ut att skissa och bearbeta modellerna. Heyman gjorde utöver sitt oavslutade tempel enbart två försök till offentlig utsmyckning, varav ett gravmonument till sin fader och ett tävlingsförslag till Engelbrektmonument i Falun, men inget blev utfört; han sålde endast en skulptur under hela sitt liv, till sin konstnärskollega Filip Wahlström. 
Ett stort material finns bevarat sedan 1946 på Skissernas museum. Heymans skisser och modeller har visats vid två postuma utställningar: 1945–1946 vid en minnesutställning och 1951 på Göteborgs konstmuseum.